# Phyllonorycter abrasella
Phyllonorycter abrasella är en fjärilsart som först beskrevs av Philogène Auguste Joseph Duponchel 1843.  Phyllonorycter abrasella ingår i släktet Phyllonorycter, och familjen styltmalar.
Artens utbredningsområde är:
- Albanien.
- Österrike.
- Bulgarien.
- Tjeckien.
- Slovakien.
- Frankrike.
- Tyskland.
- Grekland.
- Ungern.
- Italien.
- Rumänien.
- Turkiet.
- Ukraina.
- Kroatien.

Inga underarter finns listade i Catalogue of Life.

## Bildgalleri

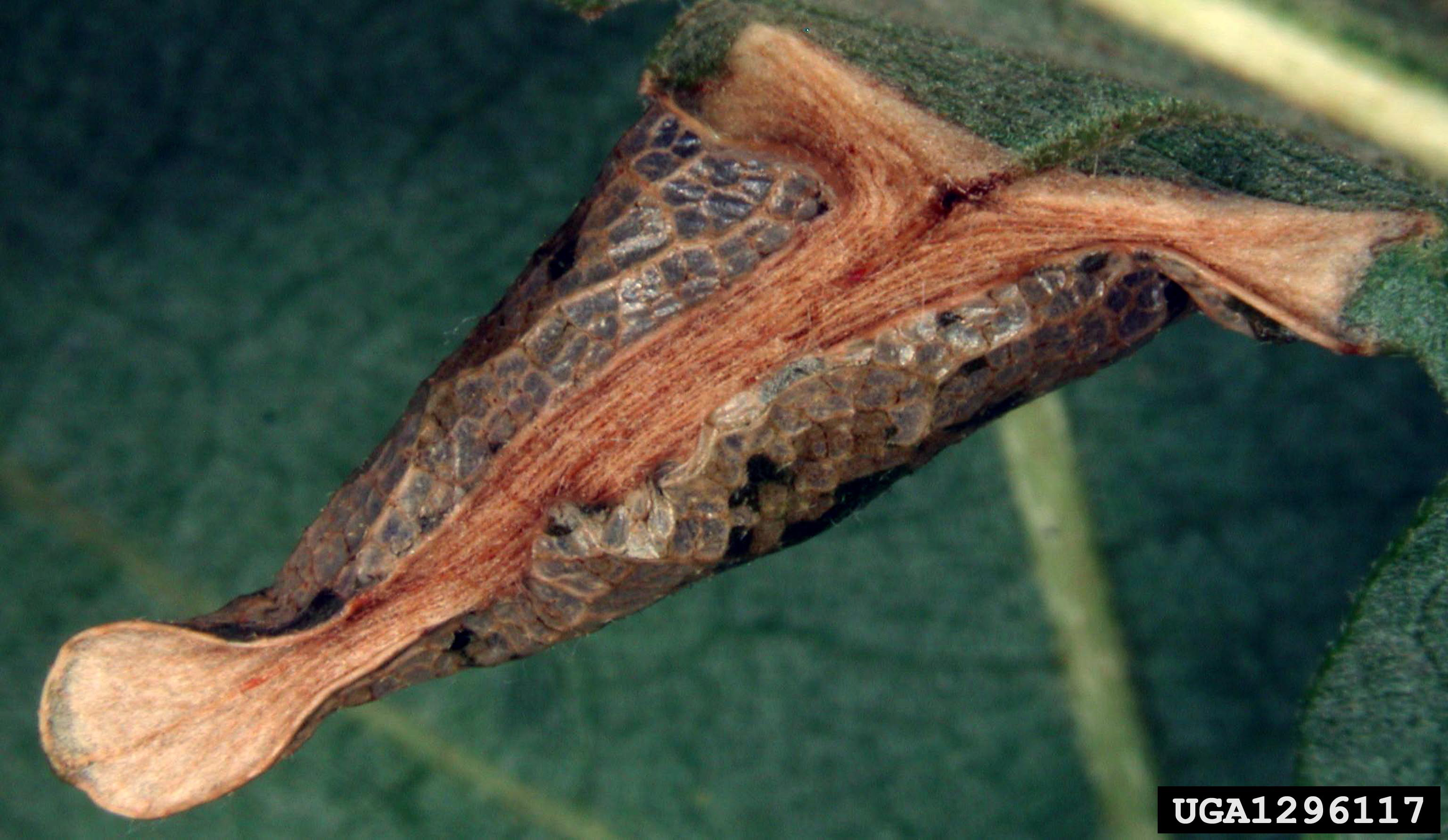